# Aenigmatistes armiger
Aenigmatistes armiger är en tvåvingeart som först beskrevs av Charles Thomas Brues 1910.  Aenigmatistes armiger ingår i släktet Aenigmatistes och familjen puckelflugor. Inga underarter finns listade i Catalogue of Life.